# Antonio Campo Dall'Orto
Antonio Campo Dall'Orto (Conegliano, 18 novembre 1964) è un dirigente d'azienda italiano.
È stato direttore generale della Rai dal 6 agosto 2015 al 1º giugno 2017; in precedenza era vicepresidente esecutivo di Viacom International Media Networks e direttore generale per l'Italia, l'Africa, il Sud Europa ed il Medio Oriente.

## Biografia

### 1988-1997: gli esordi
Laureato in Economia nel 1988 presso l'Università Ca' Foscari di Venezia, Antonio Campo Dall'Orto nel 1989 entra in IMS Europe a Madrid come responsabile Analisi Settoriali del Marketing Strategico. L'anno successivo si trasferisce a Valencia presso la IMS Spagna in qualità di responsabile Marketing Commerciale, Pianificazione e Sviluppo Operativo. Nel 1991 torna a studiare e lavorare in Italia e dopo aver conseguito il master in Marketing e Comunicazione di Publitalia '80 a Milano entra in Mediaset in qualità di vicedirettore di Canale 5, il cui direttore è Giorgio Gori. Contemporaneamente diventa docente di Analisi Competitive e Marketing presso l'Accademia di Comunicazione di Milano.

### 1997-2004: la nascita di MTV Italia
Nel settembre del 1997 Campo Dall'Orto diventa direttore del nuovo canale MTV Italia. Nel 1999 assume anche la carica di amministratore delegato di MTV Networks Southern Europe, Middle East and Africa (l'attuale Viacom International Media Networks Southern Europe, Middle East and Africa) guidando l'emittente anche in Francia, Spagna, Portogallo, Grecia, Turchia e Africa.
Intorno al 2000 assume anche la carica di amministratore delegato di MTV Italia e di presidente di MTV Pubblicità. Fin dagli esordi MTV Italia assume un ruolo fondamentale per il panorama televisivo italiano, diventando ben presto il canale che rappresenta i giovani fatto dai giovani. Sotto la guida di Campo Dall'Orto, MTV Italia debuttano Victoria Cabello, Camila Raznovich, Andrea Pezzi, Marco Maccarini, Enrico Silvestrin, Giorgia Surina che poi diventeranno volti noti delle reti generaliste negli anni successivi.

### 2004-2007: LA7 e Telecom Italia Media
Dall'estate del 2004, oltre a guidare MTV, è anche il nuovo direttore di LA7 (in tal modo LA7 e MTV hanno lo stesso direttore). Sempre nel 2004 è anche direttore generale Television di Telecom Italia Media. Nel 2006 assume anche la carica di amministratore delegato di Telecom Italia Media mettendo le basi del terzo polo. Grazie a una politica editoriale ben definita e portando sulla rete volti come Daria Bignardi, Piero Chiambretti, Maurizio Crozza, Giuliano Ferrara e Gad Lerner. Negli ultimi mesi del 2007 Campo Dall'Orto lascia LA7 per intraprendere una carriera internazionale in Viacom International Media Networks, dove mantiene anche la carica di direttore di MTV Italia.

#### Controversie
La sua gestione di LA7 ha suscitato alcune polemiche.
Nel 2007 Campo Dall'Orto, prima di lasciare LA7, sospende il programma Decameron di Daniele Luttazzi, nonostante gli ascolti ottimi, sostenendo che il comico abbia offeso Giuliano Ferrara in un monologo. Secondo il Tribunale di Roma, la chiusura è illegittima: nel 2012, LA7 viene condannata in primo grado a un maxi-risarcimento da 1,2 milioni di euro per il comico.
Nell'agosto 2015 il senatore del PD Massimo Mucchetti ha criticato la nomina di Campo Dall'Orto a direttore generale Rai scrivendo: "A Renzi sarebbe bastato chiedere al suo amico Bernabè per sapere che il suo pupillo lasciò LA7 che perdeva oltre 120 milioni di euro e un'audience del 2-3%".

### 2007-2014: la carriera internazionale
Nell'autunno del 2007 Campo Dall'Orto diventa vicepresidente esecutivo di Viacom International Media Networks, con il compito di definire le strategie editoriali e creative del network giovanile a livello mondiale, pur essendo ancora direttore e presidente di MTV Italia e direttore generale di Viacom International Media Networks per i paesi del Sud Europa, dove oltre a gestire MTV cura anche tutti gli altri brand che fanno capo al media network, tra cui Comedy Central, Nickelodeon e BET. Nel 2012, oltre al Sud Europa, Viacom gli affida anche la direzione di Africa, Medio Oriente e Turchia.
In questi anni in Viacom, Campo Dall'Orto allinea la griglia di programmi e le strategie promozionali degli oltre 50 canali di MTV nel mondo dando nuova direzione editoriale e nuova vita al brand storico.

### 2014-2017: le nomine governative
Nel 2014 Campo Dall'Orto è nominato dal governo Renzi membro del CdA delle Poste Italiane.
Il 6 agosto 2015 il Cda della Rai lo nomina direttore generale; succede a Luigi Gubitosi. Uno dei suoi primi atti da direttore generale della Rai è l'accordo con Sky Italia per la messa in onda di Rai 4 sul canale 104 della piattaforma satellitare.
Il 1º giugno 2017 rassegna le sue dimissioni da direttore generale della Rai (dove gli subentra il giornalista Mario Orfeo), in seguito alla sua messa in minoranza all'interno del CDA.

### Dal 2020: editoria
Nel novembre 2020 diviene presidente del consiglio di amministrazione della società editoriale che pubblica il quotidiano Domani. È inoltre dal 2019 partner del fondo di venture capital Connect Ventures.

## Impegno sociale
Antonio Campo Dall'Orto sostiene numerose campagne di sensibilizzazione sociale. Fin dagli esordi attraverso il marchio MTV promuove diverse iniziative sociali in partnership con associazioni umanitarie, come "MTV EXIT" contro il traffico di donne e bambini e la campagna annuale a livello mondiale "World AIDS Day" per la lotta contro l'AIDS.
MTV negli anni promuove anche diverse campagne finalizzate a dare un contributo alle diverse aree del mondo colpite da catastrofi, come nel caso della città di New Orleans devastata dall'uragano Katrina, il Giappone, dopo la tragedia nucleare di Fukushima e in Italia per le zone terremotate dell'Abruzzo e dell'Emilia-Romagna.
Numerose anche le attività sociali svolte in collaborazione con la Commissione Europea: tra le più conosciute "Can you hear me Europe", volta a incoraggiare i giovani a esprimere la loro volontà per le elezioni al Parlamento Europeo, e "Play to stop - Europe for climate", al fine di sensibilizzare le nuove generazioni sul tema del cambiamento climatico.
Nel 2007 gli viene attribuita la carica di "Advocate" dell'ONU come riconoscimento per il supporto e l'impegno speso per la campagna "No Excuse 2015", promossa dalle Nazioni Unite e volta a contrastare la povertà e la fame nel mondo. Nel 2008 Campo Dall'Orto, sempre attraverso il marchio MTV, si mobilita per aiutare i giovani italiani a cambiare ciò che non va nel nostro Paese attraverso campagne come "Tocca a noi, le cose non vanno, cambiamole ora", grazie alla quale MTV crea una proposta di legge di iniziativa popolare, e successivamente con "Io v(u)oto", attualmente attiva sulla rete.
Nel 2011 gli viene conferito presso la Camera dei Deputati, con l'adesione del Presidente della Repubblica, il Premio America della Fondazione Italia USA.

## Vita privata
Antonio Campo Dall'Orto è sposato con l'attrice tedesca Mandala Tayde, dalla quale ha avuto due figli.